# Flachau (Salzburg)
Flachau ist eine Gemeinde mit 3056 Einwohnern (Stand 1. Jänner 2024) im Land Salzburg im Bezirk St. Johann (Pongau) in Österreich.
Der Ort liegt im Skiverbund Ski amadé, einem der größten Skigebiete Österreichs.

## Geographie
Die Gemeinde liegt im Ennspongau im Quellgebiet der Enns. Kerngebiet der Gemeinde ist das weite Trogtal der obersten Enns, das Ennsquelltal, allgemein die Flachau genannt. Neben diesem Flachauertal, im oberen Abschnitt auch Pleißlingtal genannt, umfasst das Gemeindegebiet noch das untere Litzlingtal (zur Wagrainer Höhe) und die Berge der Mosermandl-Gruppe und der Steinfeldspitzen-Gruppe der Radstädter Tauern bis an den Hauptkamm derselben am Mosermandl (2680 m ü. A.), dem höchsten Punkt der Gemeinde, und bis zum Kleinen Pleißlingkeil (2417 m ü. A.). Im Norden gehört noch die Südostflanke des Hochgründecks zu Flachau, der Aigenberg.

### Gemeindegliederung
Das Gemeindegebiet umfasst folgende vier Ortschaften (in Klammern Einwohnerzahl Stand 1. Jänner 2024):
- Feuersang (906)
- Flachau (950)
- Höch (551)
- Reitdorf (649)

Die Gemeinde besteht aus den Katastralgemeinden Feuersang, Flachau, Höch und Reitdorf.
Als Reitdorf und Höch noch zu Altenmarkt gehörten, wurden sie als Ortschaft Aigenberg zusammengefasst.
Die Gemeinde gehörte bis 2004 zum Gerichtsbezirk Radstadt und ist seit dem 1. Jänner 2005 Teil des Gerichtsbezirks Sankt Johann im Pongau.

### Bevölkerungsentwicklung

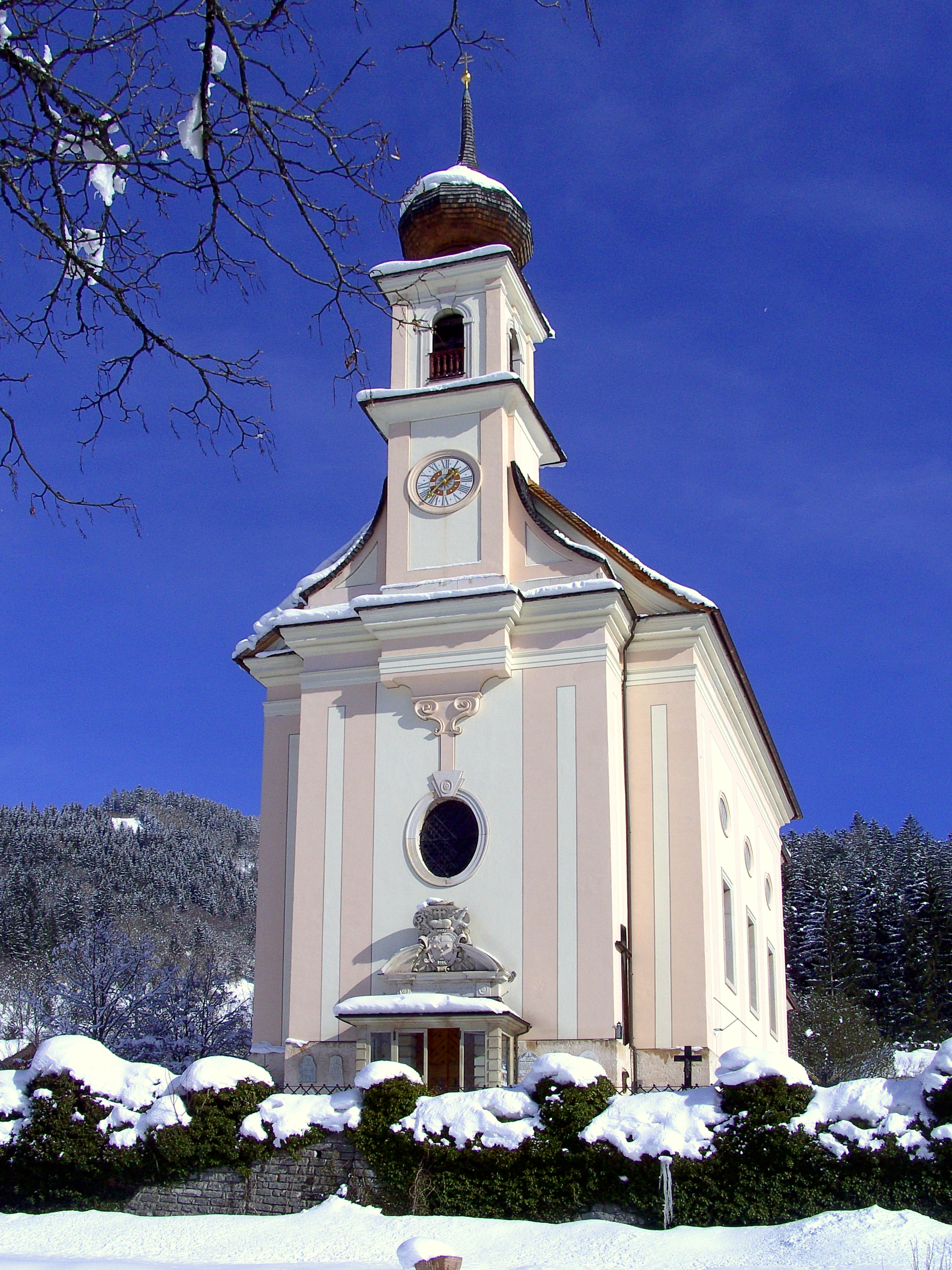
Pfarrkirche

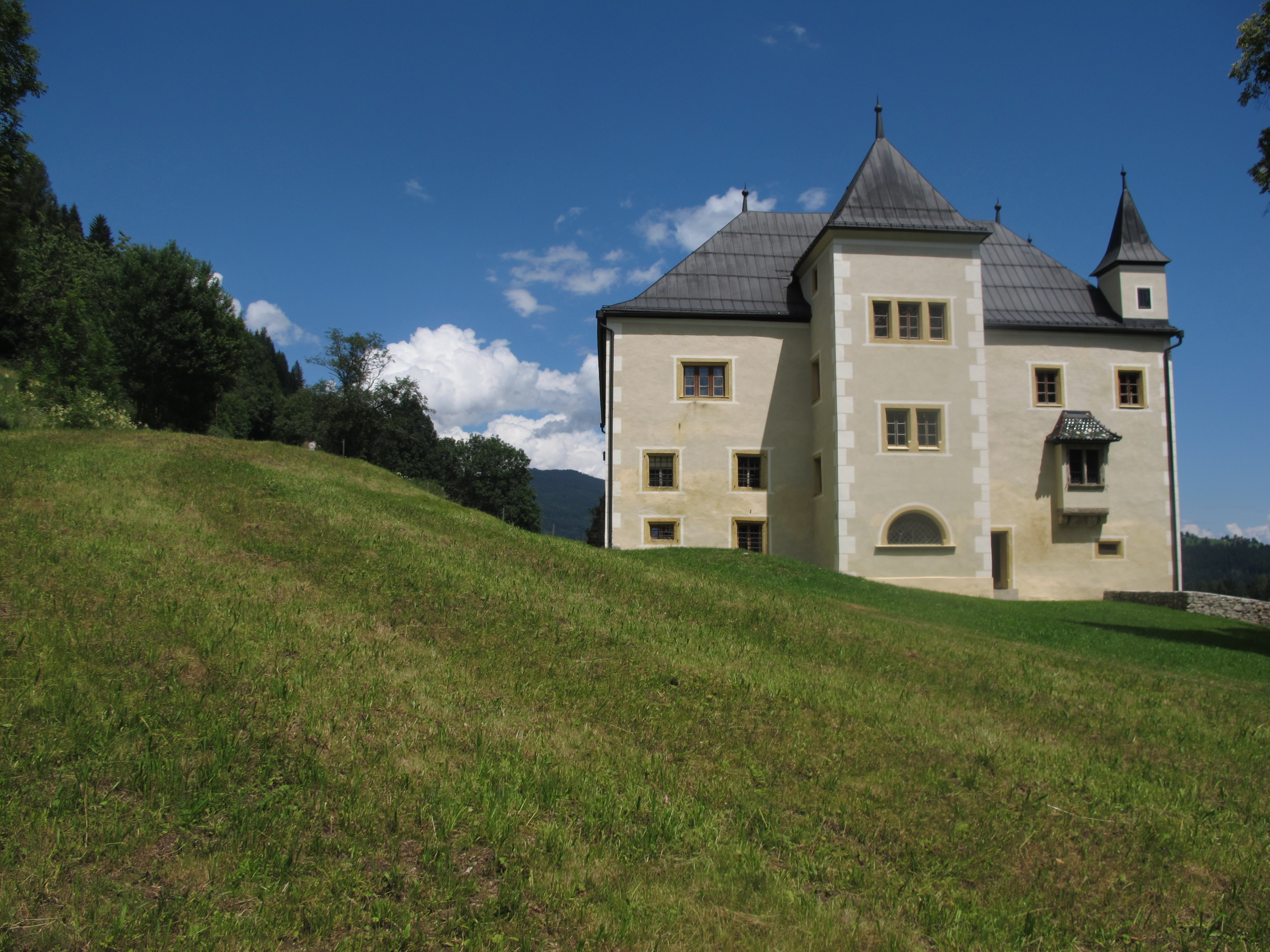
Schloss Höch

### Nachbargemeinden
| Hüttau   | Eben im Pongau                              | Altenmarkt im Pongau        |
| Wagrain  | Kompassrose, die auf Nachbargemeinden zeigt | Untertauern                 |
| Kleinarl | Zederhaus (Bez. Tamsweg/Lungau)             | Tweng (Bez. Tamsweg/Lungau) |

## Geschichte
Flachau war bis ins 19. Jahrhundert ein Zentrum der Eisenverhüttung im Pongau (Eisenhütte Flachau). Heute deuten nur mehr Orts- und Hausnamen darauf hin, da die Ruinen der Hütte abgetragen worden sind.
Seit dem 20. Jahrhundert, insbesondere seit dem Bau der Tauernautobahn (A10) und des Tauerntunnels 1975, ist die Gemeinde in erster Linie Fremdenverkehrsgemeinde.

## Politik

### Gemeinderat
| Gemeinderatswahl 2024Wahlbeteiligung: 69,3 % 706050403020100 58,9 % (−10,3 %p)24,1 % (+11,3 %p)17,0 % (−1,0 %p) ÖVPFPÖSPÖ20192024 |

Die Gemeindevertretung hat insgesamt 19 Mitglieder.
- Mit den Gemeindevertretungs- und Bürgermeisterwahlen in Salzburg 2004 hatte die Gemeindevertretung mit 17 Mitgliedern folgende Verteilung: 10 ÖVP, 4 SPÖ, und 3 FPÖ.
- Mit den Gemeindevertretungs- und Bürgermeisterwahlen in Salzburg 2009 hatte die Gemeindevertretung folgende Verteilung: 13 ÖVP, 4 SPÖ, und 2 FPÖ.[3]
- Mit den Gemeindevertretungs- und Bürgermeisterwahlen in Salzburg 2014 hat die Gemeindevertretung folgende Verteilung: 12 ÖVP, 4 SPÖ, und 3 FPÖ.[4]
- Mit den Gemeindevertretungs- und Bürgermeisterwahlen in Salzburg 2019 hatte die Gemeindevertretung folgende Verteilung: 14 ÖVP, 3 SPÖ, und 2 FPÖ.[5]
- Mit den Gemeindevertretungs- und Bürgermeisterwahlen in Salzburg 2024 hat die Gemeindevertretung folgende Verteilung: 12 ÖVP, 4 FPÖ und 3 SPÖ.[6]

### Bürgermeister
- bis 2008 Hans Weitgasser (ÖVP)
- seit 2008 Thomas Oberreiter (ÖVP)[7]

### Wappen
Die Beschreibung des Gemeindewappens lautet:
In Silber auf grünem, von einem schmalen silbernen Wellenpfahl durchschnittenen Boden, zwischen zwei grünen Fichtenbäumen ein stilisierter schwarzer Pflug.

## Kultur und Sehenswürdigkeiten
- Katholische Pfarrkirche Flachau Unbefleckte Empfängnis Mariä: 1722 unter Erzbischof Franz Anton Graf von Harrach errichtet; mit einem bemerkenswerten Altarbild von Johann Michael Rottmayr
- Schloss Höch: aus dem 11. Jahrhundert, ein Bau im Stil der Renaissance
- Ansitz Thurnhof: mit einem Wohnturm, in dem angeblich Salome Alt auf ihrer Flucht nach der Absetzung des Wolf Dietrich von Raitenau gefangen gewesen sein soll

## Wirtschaft und Infrastruktur

### Wirtschaftssektoren
Von den 100 landwirtschaftlichen Betrieben des Jahres 2010 wurden 56 im Haupt-, 31 im Nebenerwerb, 2 von Personengemeinschaften und 11 von juristischen Personen geführt. Im Produktionssektor arbeiteten 119 Erwerbstätige in der Bauwirtschaft, 73 im Bereich Herstellung von Waren, 5 im Bergbau, 2 in der Energieversorgung und 1 in der Wasserver- und Abfallentsorgung. Die wichtigsten Arbeitgeber des Dienstleistungssektors waren die Bereiche Beherbergung und Gastronomie (330), Handel (244), Verkehr (167) und soziale und öffentliche Dienste (99 Mitarbeiter).
| Wirtschaftssektor            | Anzahl Betriebe | Anzahl Betriebe | Erwerbstätige | Erwerbstätige |
| Wirtschaftssektor            | 2011            | 2001            | 2011          | 2001          |
| ---------------------------- | --------------- | --------------- | ------------- | ------------- |
| Land- und Forstwirtschaft 1) | 100             | 98              | 82            | 100           |
| Produktion                   | 37              | 23              | 200           | 212           |
| Dienstleistung               | 333             | 247             | 968           | 811           |

1) Betriebe mit Fläche in den Jahren 2010 und 1999

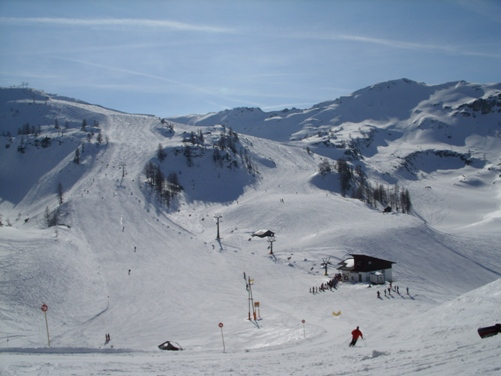
Schigebiet Flachau

### Windkraft
Am Windsfeld, über dem Tauerntunnel der Tauernautobahn in 2000 m Höhe, beabsichtigt die Windsfeld GmbH, an der fünf Landwirte aus Flachau mit insgesamt 20 % beteiligt sind, 8–11 Windkraftanlagen zu errichten. Der Alpenverein sprach sich gegen ein derartiges Projekt aus.
Am 14. Dezember 2022 wurde von der Gemeindevertretung ohne Gegenstimme die nötige Umwidmung von 250 Hektar Fläche für einen Windpark beschlossen. Binnen eines Jahres möchte die Windsfeld GmbH ein bewilligungsreifes Projekt zur Umweltverträglichkeitsprüfung (UVP) vorlegen.
Mit einer positiven UVP wäre der Weg zum Aufstellen erster (moderner, großer) Windturbinen im Bundesland Salzburg geebnet. Dazu wäre die Errichtung einer Zufahrtsstraße nötig, eine touristische Nebennutzung durch E-Fahrräder ist geplant.

### Tourismus
Heute ist der Tourismus das wichtigste wirtschaftliche Standbein der Gemeinde. Flachau verfügt über rund 10.000 Gästebetten. Die Anzahl der Übernachtungen stieg von 950.000 im Jahr 2011 auf 1,3 Millionen im Jahr 2019, ging im COVID-Jahr 2020 auf 980.000 zurück. In den Monaten Juli und August wurden rund 125.000 Übernachtungen gezählt, im Jänner und Februar rund um 300.000.

### Verkehr

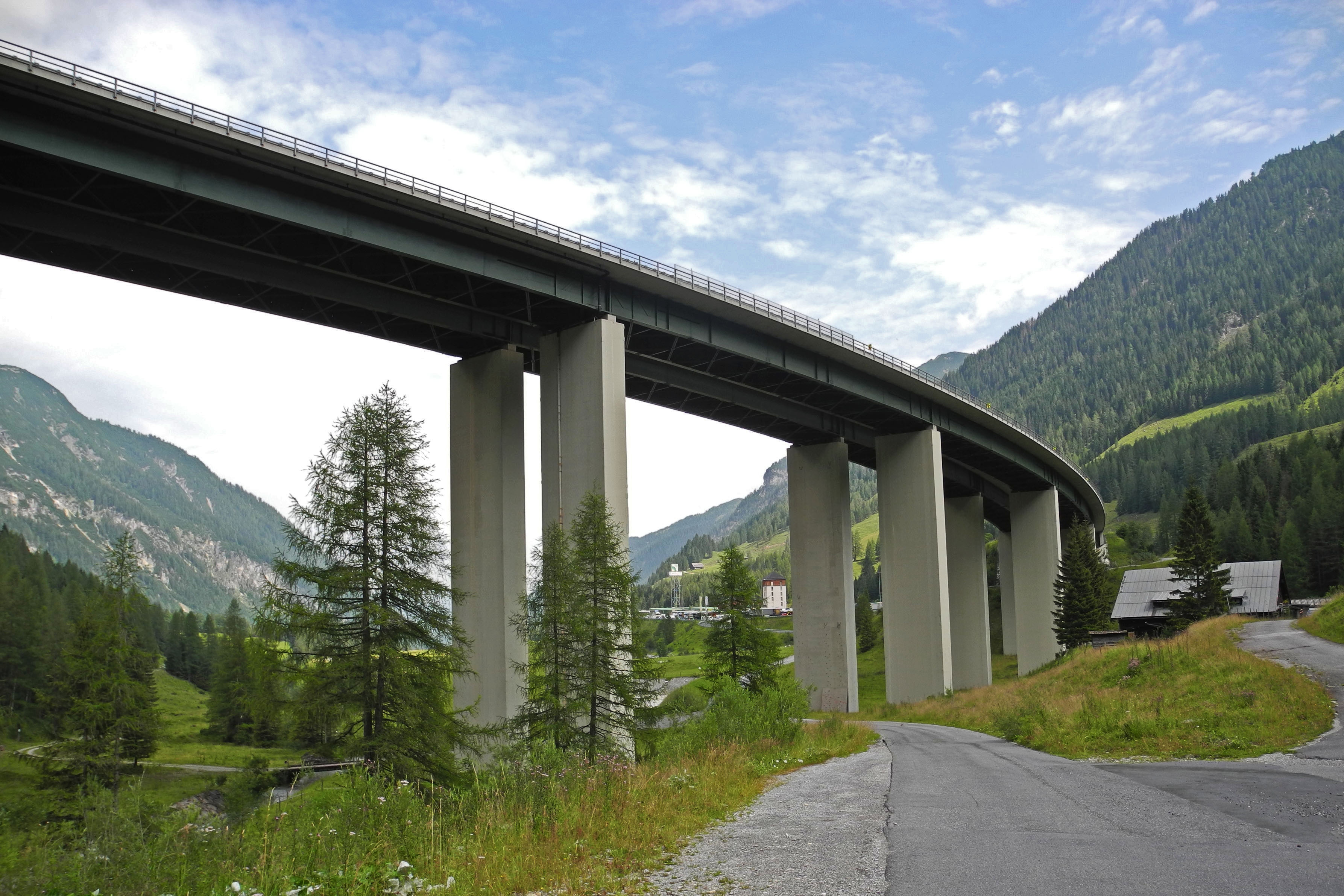
Tauernautobahn bei Flachauwinkl

Durch Flachau verläuft die Tauern Autobahn A10. Auf dem Gemeindegebiet befinden sich die Abfahrten Altenmarkt, Flachau und Flachauwinkl sowie der Parkplatz Rohr und die Raststation Tauernalm.

## Persönlichkeiten
Töchter und Söhne der Gemeinde
- Kaspar Steger, Hauptmann (1780–1860), Anführer der Radstädter Schützen im Abwehrkampf gegen die französisch-bayerischen Truppen 1809
- Karl Schnell (* 1954), Politiker (FPÖ)
- Hermann Maier (* 1972), Skirennläufer (Doppelolympiasieger 1998, Doppelweltmeister 1999, Weltmeister 2005)
- Claudia Riegler (* 1973), Snowboarderin (Weltcup-Siegerin, Weltmeisterin im Parallel-Riesenslalom 2015)
- Alexander Maier (* 1974), Snowboarder (Weltcup-Sieger, WM-Medaillengewinner im SBX 2001)
- Manuela Riegler (* 1974), Snowboarderin (Weltcup-Siegerin, Weltmeisterin im Parallel-Riesenslalom 2005)
- Manuel Kramer (* 1989), Skirennläufer (Juniorenweltmeister im Super-G)